# Кубратова младеж
Кубратова младеж е национално социалистическа младежка организация със седалище в София и клонове в различни градове на Република България и Северна Македония.
Формално организацията е самостоятелна, но на практика е част от обръч от организации, свързани с Български национален съюз – НД. Към тях спадат Национален женски съюз „ПАГАНЕ“, Български институт за национална сигурност, Съюз на Българите „НАЦИОНАЛНО ЕДИНСТВО“, както и издателство „Факелъ“.
Основана е през 2015 година от членовете на БНС-НД, които решават да създадат младежка организация, която да събере в редиците си „най-родолюбивата и радикална Българска младеж“. До 2021 година организацията се ръководи от Боян Расате. Към април 2021 г. водач на Кубратова младеж е Александър Суев. Считано от месец юли 2023 г. лидерския пост заема Илия Гюров.
Кубратова младеж е против ценностите на либералната демокрация и се обявява за забрана на политическите партии. Вместо сегашния партиен модел, от Кубратова младеж искат коренна промяна на сегашната политическа система и замяна на партийния парламент с Народно събрание, съставено от представители, които да бъдат избирани на съсловен принцип.
Ръководните принципи на Кубратова младеж са единоначалие, дисциплина и другарство. В организацията липсва вътрешна демокрация и въпреки че има предварително съгласуване, решенията в крайна сметка се взимат авторитарно от ръководителите на различни нива. Дисциплината следва военните порядки и за най-малки отклонения се налагат наказания и отстраняване.
Символите на Кубратова младеж са прабългарския символ на рода Дуло IYI, вълча глава като едно от тотемните животни на прабългарите и числото 14, за което няма категорично изказана позиция.
Организацията отбелязва различни събития от българската история и организира множество мероприятия за почитане на национални герои. Участва в антиправителствени протести. Организира спортни мероприятия и благотворителни акции.

## Идеология
Членовете на организацията определят себе си като национални социалисти. Идеологията, която изповядват, наричат кубратизъм. Това е смесица от националистически мироглед, социалистически идеи за справедливост и преразпределение на материалните блага, исторически реваншизъм, расизъм и авторитаризъм. Според кубратистите България се намира в т.нар. „скрита война“, чиято цел е унищожението на българския народ и заграбване на неговата територия. Поради тази причина възприемат себе си като „съратници“, идващо от старата българска дума за война – „РАТ“. Освен това разпространено обръщение сред националистическите среди, заради своето кръвно единство, в организацията преобладаващо се обръщат с „кубрат“ към мъжете и „сестра“ към жените.
Кубратова младеж е с антиевропейски виждания и по тази причина е срещу членството на България в Европейския съюз. Вместо това застъпват идеята за Европа на нациите.
Като свои идеологически врагове кубратистите поставят на първо място либералите, следвани от комунистическите и анархистки организации, заради проповядваните от тях интернационализъм, класово разделение, антидържавност и расово равенство.
Организацията се изказва срещу малцинствата и мигрантите, които са определяни като паразити, които вършат престъпления и живеят от социални помощи.